# Léon Cassiers
Pour les articles homonymes, voir Cassiers.
 (septembre 2018).
Léon Jules Marie Gaëtan baron Cassiers, né le 23 mai 1930 à Bruxelles et mort le 11 mars 2009 à Matran, en Suisse, est un psychiatre belge. 

## Biographie
Léon Cassiers est diplômé docteur en médecine en 1954 à l'Université Catholique de Louvain (UCLouvain). Il complète sa formation par une licence en psychologie et un doctorat en criminologie. En 1977, il est nommé professeur ordinaire à la faculté de médecine à l'Université Catholique de Louvain (UCLouvain). Il en devient le doyen de 1989 à 1994. 
En 1956, il est médecin-adjoint à la clinique de La Ramée, dont il devient chef de service l'année suivante. Il est président du Centre de santé mentale « Chapelle-aux-Champs » de 1971 jusqu'à son éméritat. En 1977, il devient un chef de service de psychiatrie aux Cliniques universitaires Saint-Luc, fonction qu'il assurera pendant près de 20 ans. Il s'implique de plus dans de nombreuses institutions psychiatriques et Centres de santé mentale. Comme expert des tribunaux, il rencontre de nombreux délinquants et d'illustres assassins. En 1998, il est désigné Président du Comité National de Bioéthique et à nouveau Président en 2002.
Il est l’un des initiateurs de la revue Thérapie familiale (Genève).
Il est président national de Vie Montante francophone et vice-Président de Vie Montante internationale. 
Il est membre de l’Association internationale d’études médico-psychologiques et religieuses, dont il est président en 1981.

## Distinctions
- Commandeur de l’Ordre de la Couronne
- Officier de l’Ordre de Léopold
- Il obtint concession de noblesse héréditaire avec le titre personnel de baron en 2004.

## Publications
- Le psychopathe délinquant, éd. Charles Dessart, 1968.
- Hérédité : tests génétiques et société, De Boeck Université, 2000.
- Cinquante années de psychiatrie à l'UCL, In "50 ans de médecine à l'UCL (1950 - 2000)", 2001.
- Ni ange ni bête. Essai sur l'éthique de l'homme ordinaire, Cerf 2010.